# Judith Kestenberg

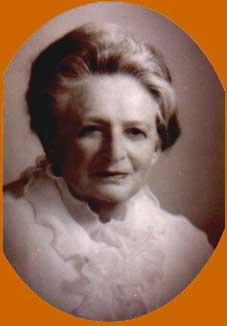
Judith Kestenberg

Judith S. Kestenberg (geboren als Judith Silberpfennig 17. März 1910 in Tarnau, Österreich-Ungarn; gestorben 16. Januar 1999 in Sands Point, NY) war eine polnisch-amerikanische Psychoanalytikerin.

## Leben
Judith Ida Silberpfennig war eine Tochter des Unternehmers Szaje Silberpfennig und
der Salomea Bauminger, ihre Schwester Helen Silving-Ryu wurde Strafrechtsprofessorin. Sie
wuchs in Krakau auf und zog 1924 mit der Familie nach Wien. Sie studierte Medizin an der Wiener Universität und spezialisierte sich in Neurologie und Psychiatrie. Nach der Promotion 1934 begann sie eine Ausbildung bei der Wiener Psychoanalytischen Vereinigung und machte bis 1937 eine Lehranalyse bei Eduard Hitschmann. Da sie als Anhängerin der Sozialistischen Partei in Österreich verfolgt wurde, emigrierte sie 1937 nach New York City, wo sie sich bei Paul Schilder im Bellevue Hospital auf Kinderpsychiatrie spezialisierte. Ihre psychoanalytische Ausbildung setzte sie am New York Psychoanalytic Institute bei Hermann Nunberg fort, der nach dem Anschluss Österreichs ebenfalls emigriert war. 1943 wurde sie Mitglied und Lehranalytikerin in der New York Psychoanalytic Society. Sie heiratete 1942 den Anwalt Milton Kestenberg (1913–1991), der 1939 noch aus Polen fliehen konnte. Sie hatten zwei Kinder. Sie wurde Professorin für Klinische Psychiatrie an der New York University Medical School und arbeitete auch am Long Island Jewish Hospital. Sie hat sieben Bücher und über 150 Zeitschriftenaufsätze veröffentlicht.
Kestenberg begann Anfang der 1950er Jahre mit der systematischen Beobachtung von Kleinkindern und deren Bewegungen. Durch einen Kontakt mit Maria Ley-Piscator erlernte sie die Methode der Laban-Bewegungsstudien, die sie auf ihre Fragestellungen in der Entwicklungspsychologie anwandte und zu einer Theorie des „Kestenberg Movement Profile“ verdichtete. Daraus entwickelte sie eine Methode des movement retrainings, um die Interaktionen zwischen Eltern und Kind vom Säuglingsalter an günstig zu beeinflussen.
Ihr Mann Milton Kestenberg arbeitete nach dem Krieg als Anwalt auch für die United Restitution Organization, die NS-Verfolgten in ihren Wiedergutmachungsverfahren half, und Judith kam so in intensiveren Kontakt zu den überlebenden Kindern und den Holocaustwaisen. Sie wirkte bei der Formulierung des Überlebenden-Syndroms und der Posttraumatischen Belastungsstörung mit. Nach 1970 kam sie in der Arbeit mit inzwischen erwachsenen Nachkommen von Holocaustüberlebenden zu der Erkenntnis, dass diese die Verfolgungssituationen ihrer Eltern psychisch verarbeiten würden. In Analogie gelte eine solche Nachwirkung von Gewaltsituationen auf die zweite Generation auch für die Kinder der Täter. Kestenberg hat achtzehn Jahre lang ein Zentrum für Eltern und Kleinkinder geführt. Mit ihrem Mann gründete sie 1981 das Projekt „International Study of the Organized Persecution of Children“, in dem 1.500 Interviews mit Kinder-Überlebenden durchgeführt wurden, im Jahr 1986 verstärkte Eva Fogelman das Projektteam.

## „Als Eure Großeltern jung waren“
Kestenberg hatte in ihrer Kinderarbeit Erfahrungen mit der Wirkung von Bilderbüchern auf die kleinkindliche Entwicklung gesammelt. Sie kam auch nach Deutschland, um deutsche Kinder, deren Großeltern zur Tätergeneration gehören, über den Holocaust zu unterrichten. Sie verfasste dazu ein Kinderbuch, das einen ähnlichen, für amerikanische Kinder geschriebenen, Vorläufer hatte.  Ihrer Ansicht nach brauchen die kleinen Kinder die Aufklärung dringender als die größeren, da sie gerade in der Phase sind, ein Gewissen zu entwickeln und ihre sadistischen und egozentrischen Gelüste zugunsten von Freundschaft und Liebe aufzugeben. In dem Buch werden Ausgrenzung und Vernichtung thematisiert, die Trauer der Überlebenden und die Scham der Mitläufer. In dem Buch wird auch die gegenwärtige Situation in Deutschland und die Parole „Ausländer raus!“ angesprochen. Im Nachwort zu ihrem Buch stellt sie sich der Frage, ob Kleinkindern von der Nazi-Zeit erzählt werden könne, und wie, und vertritt die These:
Wenn wir wirklich Kriege verhindern wollen, wenn wir vermeiden wollen, fremde Menschen zu verachten und anzugreifen, dann müssen wir den Kindern die Wahrheit sagen – so früh wie möglich.

## Schriften (Auswahl)
- mit Charlotte Kahn (Hrsg.): Children surviving persecution : an international study of trauma and healing. Westport, Conn. : Praeger, 1998
- Martin S. Bergmann, Milton E. Jucovy, Judith S. Kestenberg (Hrsg.): Kinder der Opfer. Kinder der Täter. Psychoanalyse und Holocaust, Frankfurt a. M: Fischer 1995
- mit Ira Brenner: The last witness : the child survivor of the Holocaust. Washington, DC : American Psychiatric Press, 1996
- mit Eva Fogelman (Hrsg.): Children during the Nazi reign : psychological perspective on the interview process . Westport, Conn. : Praeger, 1994
- mit Vivienne Koorland (Illustrationen): Als Eure Großeltern jung waren : mit Kindern über den Holocaust sprechen.   Hamburg : Krämer 1993, ISBN 3-926952-69-5
- mit Janet Kestenberg Amighi: Kinder zeigen, was sie brauchen : wie Eltern kindliche Signale richtig deuten. Aus dem Amerikan. übers. von Ursula Emhofer. Salzburg : Pustet, 1991
- mit K Mark Sossin: The role of movement patterns in development. New York : Dance Notation Bureau Press, 1977–1979
- Kinder von Überlebenden der Naziverfolgungen. Psychoanalytische Beiträge. In: Psyche, 1974, S. 249–265